# Heliotropium lamondiae
Heliotropium lamondiae är en strävbladig växtart som beskrevs av Syed Muhammad Anwar Kazmi. Heliotropium lamondiae ingår i Heliotropsläktet som ingår i familjen strävbladiga växter. Inga underarter finns listade i Catalogue of Life.